# Anthony Cowan Jr.
Anthony Cowan Jr. (Bowie, Maryland; 7 de octubre de 1997) es un jugador de baloncesto estadounidense que pertenece a la plantilla del BC Wolves de la LKL lituana. Con 1,83 metros de estatura, juega en la posición de base.

## Trayectoria deportiva

### Universidad
Jugó cuatro temporadas con los Terrapins de la Universidad de Maryland, en las que promedió 14,5 puntos, 4,5 asistencias y 3,9 rebotes por partido. En 2018 fue incluido por los entrenadores en el tercer mejor quinteto de la Big Ten Conference y en el mejor quinteto defensivo, mientras que en 2019 lo fue en el segundo mejor quinteto de la conferencia y en su última temporada, en el primero.
Acabó su carrera con dos récords de su universidad, el de más partidos consecutivos jugados como titular (130) y el de más tiros libres anotados (579). Es además, junto a Talor Battle, el único que ha conseguido a lo largo de su carrera en la Big Ten al menos 1.800 puntos, 500 rebotes y 500 asistencias.

#### Estadísticas
| Año     | Equipo   | PJ  | PT  | MPP  | %TC  | %3P  | %TL  | RPP | APP | ROB | TPP | PPP  |
| ------- | -------- | --- | --- | ---- | ---- | ---- | ---- | --- | --- | --- | --- | ---- |
| 2016–17 | Maryland | 33  | 33  | 29.0 | .424 | .321 | .769 | 3.9 | 3.7 | 1.2 | .2  | 10.3 |
| 2017–18 | Maryland | 32  | 32  | 37.0 | .422 | .367 | .848 | 4.4 | 5.1 | 1.5 | .3  | 15.8 |
| 2018–19 | Maryland | 34  | 34  | 34.6 | .393 | .337 | .806 | 3.7 | 4.4 | .9  | .2  | 15.6 |
| 2019–20 | Maryland | 31  | 31  | 34.7 | .390 | .322 | .811 | 3.6 | 4.7 | 1.0 | .2  | 16.3 |
| Total   | Total    | 130 | 130 | 33.8 | .405 | .338 | .811 | 3.9 | 4.5 | 1.1 | .2  | 14.5 |

### Profesional
Tras no ser elegido en el Draft de la NBA de 2020, sí lo fue en el Draft de la G League, en el puesto 16 por Memphis Hustle. En su primera temporada promedió 6,3 puntos y 2,2 asistencias por partido.
El 17 de septiembre de 2021, firma por el Aris B.C. de la A1 Ethniki.
En la temporada 2022-23, firma por el Promitheas Patras B.C.  de la A1 Ethniki.
El 10 de julio de 2024 firmó un contrato de un año con el Wolves Twinsbet de la LKL lituana y la Eurocup.